# الاتفاقية الأوروبية لحقوق الإنسان
الاتفاقية الأوروبية لحقوق الإنسان (بالإنجليزية: European Convention on Human Rights، واختصاراً: ECHR) هي معاهدة دولية تهدف لحماية حقوق الإنسان والحريات الأساسية في قارة أوروبا، حيث وضع مسوَّدتها مجلس أوروبا - المُكوَّن حديثاً آنذاك - سنة 1950، وبدأ تطبيقها في 3 سبتمبر سنة 1953. جميع الدول الأعضاء في مجلس أوروبا مُوقِّعة على الاتفاقية حالياً، ويُتوقَّع من أي دولة منضمَّة حديثاً أن توقع عليها في أقرب فرصة متاحة.
تأسَّست وفقاً لهذه المعاهدة المحكمة الأوروبية لحقوق الإنسان في مدينة ستراسبورغ الفرنسية. يحقُّ لأي مواطن عاديٍّ في أوروبا يعتقد أن إحدى الدول الموقِّعة على الاتفاقية انتهكت حقوقه - بما يخالف شروطها - أن يقدم دعوى في المحكمة. كل دولة توقِّع على الاتفاقية مجبرة على الالتزام بأي قرارٍ تصدره المحكمة، ومن واجبها تنفيذ أي حكم يصدر. تراقب «لجنة وزراء مجلس أوروبا» الأحكام الصَّادرة وتشرف على تنفيذها في الدول المعنية، وخصوصاً في مجال مراقبة الأموال التي تدفعها المحكمة كتعويضات عن أضرار أصحاب الدعاوى. يمكن اعتبار تأسيس محكمة لحماية حقوق الناس العاديِّين ميزة فريدة في اتفاقية دولية كهذه، وهي تمثِّل وسيلة نادرة يمكن للأفراد من خلالها الحصول على تأثير في عالم الدول (إذ أنه من المُعتاد عدم إعطاء أي اعتبارٍ إلا للحكومات في القانون الدولي)، ولا زالت الاتفاقية الأوروبية لحقوق الإنسان - حتى الآن - معاهدة حقوق الإنسان الدولية الوحيدة التي تمنَح حماية للأفراد على هذا المستوى. يحقُّ أيضاً لحكومات الدول أن ترفع دعاوى على دولٍ أخرى عبر محكمة حقوق الإنسان، إلا أنَّه من النادر اللجوء إلى هذه الميزة.

## التاريخ
لعبت الاتفاقية الأوروبية لحقوق الإنسان دوراً هاماً في تطوير الوعي حول حقوق الإنسان في أوروبا، ولقد تمَّ إنشاء هذا النظام الإقليمي أو القارِّي لحماية حقوق الإنسان في جميع أنحاء أوروبا هو استجابة مباشرة لاثنين من المخاوف:
- الأول: تستند هذه الاتفاقيَّة إلى الإلهام الوارد في الإعلان العالمي لحقوق الإنسان الذي ظهر بعد الحرب العالميَّة الثانية، وتعتبر رداً من قوات الحلفاء على الانتهاكات الواسعة لحقوق الإنسان التي حدثت خلال فترة الحرب والعمل على محاولة تجنُّبها مستقبلاً.
- الثاني: تعتبر هذه الاتفاقيَّة رداً على انتشار الشيوعية المتسارع في أوروبا الوسطى والشرقيَّة في فترة ما بعد الحرب، ومحاولة لحماية الدول الأعضاء في الاتحاد الأوربي من التخريب الشيوعي، والحفاظ على مبادئ وقيم الديمقراطية في جميع أنحاء أوروبا التي ستطبَّق فيها الاتفاقيَّة، على الرغم من أنَّ هذه المبادئ والقيم غير مُحدَّدة أو مشروحة بدقة في الاتفاقية.[3]

عقد «مؤتمر أوروبا» كما أطلق عليه في لاهاي بين 7 – 10 مايو 1948، بحضور سياسيين بارزين مثل وينستون تشرتشل وفرانسوا ميتران وكونراد أديناور، وبمشاركة واسعة من من ممثلي المجتمع المدني وأكادميين وقادة النقابات وزعماء دينيين، وفي نهاية المؤتمر صدر إعلان وتعهُّد مبدئي شكَّل النواة الأولى للمعاهدات الأوروبيَّة الحديثة بما فيها الاتفاقيَّة الأوروبيَّة لحقوق الإنسان، وقد جاء في المادتين الثانية والثالثة من الإعلان: نرغب في ميثاق لحقوق الإنسان يضمن حريَّة الفكر والتعبير والتجمُّع وتشكيل معارضة سياسيَّة، وإنشاء محمكة عدل خاصَّة لتنفيذ هذا الميثاق ومعاقبة من يخالفه.
واستجابةً للدعوة التي أطلقها هذا الميثاق اجتمع أكثر من 100 برلماني أوروبي من الدول الاثنتي عشرة الأعضاء في الاتحاد الأوروبي في ستراسبورغ في فرنسا صيف 1949 لعقد أول اجتماع لتأسيس الجمعيَّة الاستشارية لصياغة ميثاق حقوق الإنسان وتشكيل محكمة العدل الخاصة به، وترأس النائب والمحامي البريطاني السير ديفيد ماكسويل فييف اللجنة القانونية والإداريَّة في هذه الجمعيَّة، ولكونه عضواً رئيسيَّاً ومدعياً عاماً في محاكمات نورمبيرغ فقد كان شهد بنفسه كيف يمكن تطبيق العدالة الدولية بفعالية وحزم، وبالاشتراك مع الوزير الفرنسي السابق بيير هنري تيتغن تمَّ تقديم تقرير للجمعيَّة يقترح قائمة من الحقوق الأساسيَّة التي يجب حمايتها، وكان عدد منها قد تمَّ اختياره في الإعلان العالمي لحقوق الإنسان الذي تمَّت صياغته والموافقة عليه في نيويورك قبل فترة وجيزة، وتمَّ تحديد كيفية عمل آلية القضاء والمحاكمات ، وبعد مناقشات مستفيضة أرسلت الجمعية اقتراحها النهائي إلى لجنة الوزراء التابعة للاتحاد الأوروبي والتي اختارت بدورها مجموعة من الخبراء لصياغة الاتفاقية بشكلها النهائي.
لقد صُمِّمت الاتفاقيَّة لتشمل أهم الحريَّات المدنية الأساسيَّة وتضمن ديمقراطيَّة سياسيَّة فعَّالة كتلك الموجودة في بريطانيا وفرنسا وبقية الدول المؤسَّسة للاتحاد الأوربي، كما قال غويدو ريموندي رئيس المحكمة الأوربيَّة لحقوق الإنسان:
أُعلنت الاتفاقيَّة في 4 نوفمبر 1950 في روما، وتمَّ التصديق عليها في 3 سبتمبر 1953، ويشرف على تنفيذها المحكمة الأوروبيَّة لحقوق الإنسان والاتحاد الأوروبي والمفوضيَّة الأوروبيَّة لحقوق الإنسان.

## الصياغة
لقد تمَّت صياغة الاتفاقية بصورة مشابهة لاتفاقيَّات ومواثيق سابقة مثل القانون الحقوقي الإنكليزي وميثاق الحقوق في الولايات المتحدة الأمريكية والإعلان الفرنسي لحقوق الإنسان والجزء الأول من القانون الأساسي الألماني، استلهمت الاتفاقية الأوروبيَّة هذه الأفكار ولكنَّها صيغت بطريقة حديثة [13].

## بنود الاتفاقيَّة

### المادة الأولى احترام الحقوق وتأمينها
تُلزم هذه المادة الأطراف المُوقِّعة على الاتفاقيَّة احترام الحقوق المنصوص عليها في البنود اللاحقة، في حدود الولاية القضائيَّة لكل دولة، وفي حالات خاصَّة يجوز توسيع هذا الالتزام لتأمين الحقوق خارج حدود الدولة ليشمل أماكن نفوذ أو أراضي دول أجنبيَّة.

### المادة الثانية حق الحياة
تحمي هذه المادة حق الحياة لكلِّ شخص، وتشير إلى أنَّ هذا الحق خاص بالبشر فقط ولا يشمل الحيوانات، ولا يشمل الشخصيَّات الاعتباريَّة كالشركات مثلاً، في قضية إيفانز الشهيرة ضدَّ بريطانيا قضت المحكمة بأنَّ تحديد فيما إذا كان حق الحياة يشمل الجنين البشري الذي لم يولد بعد يعود لتقدير الدولة المعنيَّة.
لقد أكَّدت محكمة حقوق الإنسان أنَّ واجبات الدولة الرئيسيَّة بحسب المادة الثانية هي:
- الامتناع عن القتل غير الشرعي
- التحقيق في أي وفيات مشبوهة
- التدخل لمنع حدوث خسائر في الأرواح في بعض الحالات الخاصَّة.[12]

تتضمَّن الفقرة الأولى من هذه المادة على بعض الاستثناءات مثل عمليَّات الإعدام المشروعة، لاحقاً تمَّ تعديل هذا الاستثناء عن طريق البروتوكولين 6 و13، فالبروتوكول السادس يحظر عقوبة الإعدام في أوقات السلم، والبروتوكول الثالث عشر يوسِّع الحظر ليشمل جميع الظروف والحالات بما فيها الحرب. وتعتبر الفقرة الثانية الوفاة الناجمة عن الدفاع عن النفس أو الآخرين أو توقيف أحد المشتبه فيهم أو الهاربين من العدالة أو قمع أعمال الشغب أو العصيان لا تندرج تحت هذه المادة ما دامت تمَّت تحت الضرورة القصوى.
لم تحكم المحكمة الأوروبية لحقوق الإنسان بحق الحياة حتى عام 1995 أثناء قضية ماكان ضد المملكة المتحدة.

### المادة الثالثة تحريم التعذيب
تحظر المادة الثالثة التعذيب أو أي شكل من أشكال المعاملة أو العقوبات غير الإنسانيَّة أو المهينة، ولا توجد استثناءات أبداً أو أي قيود على هذا الحق، وينطبق هذا الحكم أيضاً على حالات استخدام الشرطة للعنف الشديد وسوء ظروف الاحتجاز والسجن، في البداية سمحت المحكمة الأوربيَّة لحقوق الإنسان ببعض القيود على هذه المادة واعتبرت أنَّ ممارسات مثل: الحرمان من النوم، الضجيج الشديد، الإجبار على الوقوف لفترات طويلة... لا تعتبر تعذيباً، ولكن في عام 1996 عُرضت قضية معتقل عُلِّقت يداه وأُجبر على الوقوف لفترة طويلة، ومنذ ذلك الحين زاد اهتمام المحكمة بأي شكل من شكل إساءة المعاملة، بل نصَّت أيضاً أنَّ بعض أشكال إساءة المعاملة اليوم قد تعتبر تعذيباً يعاقب عليه القانون في المستقبل.

### =المادة الرابعة تحريم العبوديَّة
تحظر المادة الرابعة الرِّق والعبودية وأي شكل من أشكال العمل الإجباري أو السخرة، مع بعض الاستثناءات الخاصة التي يسمح فيها بفرض العمل دون مقابل مثل:
- الأعمال المفروضة على السجناء والمحكومين
- أثناء الخدمة العسكريَّة الإلزاميَّة
- خلال حالات الطوارئ والكوارث
- عندما تكون هذه الأعمال جزءاً من الالتزامات المدنية للفرد

### المادة الخامسة الحريَّة الشخصيَّة والأمن الشخصي
تنص المادة الخامسة على أنَّ لكلِّ شخص الحق في حريَّته الشخصية وأمنه الشخصي، ويجب حماية هذه الحريَّة وعدم المساس بها إلَّا في حالات الاعتقال القانوني والذي يتمُّ بسبب شبهة مُقنعة لارتكاب جريمة أو للسجن تنفيذاً لعقوبة أقرَّها القضاء، ومن حق المحتَجز معرفة أسباب الاعتقال أو أي تهمة يواجهها، ومعرفة الإجراءات القضائية المتبعة، وتعويض مناسب في حال كان الاعتقال أو الاحتجاز ينتهك هذه المادة.

### المادة السادسة المحاكمة العادلة
تنص المادة السادسة على حق المُتَّهم في الحصول على محاكمة عادلة، ويشمل ذلك جلسة استماع علنيَّة أمام محكمة مستقلة ومُحايدة في غضون فترة زمنية معقولة، وافتراض البراءة، وغيرها من الحقوق التي تُشكِّل حدَّاً أدنى للمتهمين بارتكاب جريمة مثل: الوقت الكافي والتسهيلات اللازمة لإعداد دفاعهم، الحصول على التمثيل القانوني، الحق في فحص الشهود ضدهم ومواجهتهم، حق الحصول على مترجم شفوي مجاني.
من انتهاكات هذه المادة التي حقَّقت فيها محكمة حقوق الإنسان الأوربيَّة: تأخير فترة المحاكمة في بعض المحاكم الإيطالية والفرنسية، القضاة العسكريون في المحاكم التركيَّة، سماح بعض المحاكم الأوروبيَّة باستخدام أدلَّة تعتمد على شهادات شهود غائبين أو مجهولين، كما لم تسمح المحكمة الأوربية بترحيل أبو قتادة الأردني من بريطانيا إلى الأردن عام 2012 بسبب وجود احتمال كبير لأخذ الأدلة والاعترافات منه عن طريق التعذيب.

### المادة السابعة منع المعاقبة على أفعال لم تكن تعتبر جرائم وقت وقوعها
تحظر المادة السابعة تجريم الأفعال بطريقة رجعية، بحيث يعاقب الشخص على فعل لم يكن جريمة جنائيَّة أثناء ارتكابه ولكنَّه أصبح جريمة يعاقب عليها القانون الآن.

### =المادة الثامنة احترام الخصوصية
تنص المادة الثامنة على احترام خصوصيَّة الفرد، ويشمل ذلك حياته الخاصة والعائلية ومنزله الذي يعيش فيه ومراسلاته، وتمنع أي نوع من عمليات التفتيش غير القانوني، ولكنَّها سمحت ببعض القيود القانونيَّة والضروريَّة في المجتمع الديمقراطي، وهناك جدل واسع حول بعض الإشكاليَّات المتعلِّقة بهذه المادة، فمثلاً إنَّ منع أو تحريم العلاقات المثليَّة الجنسيَّة بالتراضي ينتهك هذه المادة ورغم ذلك فالمحكمة الأوربيَّة لحقوق الإنسان تعتبر هذه العلاقات أفعال جنائيَّة حتى الآن، ويمكن مقارنة الجدل المثار حول هذه المادة نظيره حول فقه وتفسيرات المحمة العليا في الولايات المتحدة الأمريكية.

### المادة التاسعة حرية الاعتقاد والدين
في المادة التاسعة تأكيد على حق الفرد في حرية الفكر والاعتقاد والدين ويشمل ذلك أيضاً حرية تغيير الدين أو المعتقد، وحرية إظهار الدين عن طريق العبادة والتدريس والممارسة، مع مراعاة بعض القيود التي تتفق مع القانون وتكون ضرورية في المجتمع الديمقراطي.

### المادة العاشرة حرية التعبير
تنصُّ المادة العاشرة على الحق في حرية التعبير ضمن قيود قانونيَّة وديمقراطيَّة، ويشمل هذا الحق حرية اعتناق الآراء وتلقي المعلومات والأفكار ونقلها، ولكنَّه يسمح بفرض قيود عليها في حالات:
- مصالح الأمن القومي
- السلامة العامة
- منع الفوضى والجرائم
- حماية الصحة أو الأخلاق
- حماية سمعة وحقوق الآخرين
- لمنع الكشف عن المعلومات السريَّة
- للحفاظ على سلطة وحياد القضاء

### المادة الحادية عشرة حرية التجمُّع وتشكيل النقابات والجمعيَّات
تحمي المادة الحادية عشرة الحق في حريَّة التجمُّع وتشكيل الجمعيَّات والمنظَّمات والنقابات والهيئات المختلفة، بما في ذلك الحق في تشكيل نقابات ضمن قيود القانون والديمقراطيَّة.

### المادة الثانية عشرة حق الزواج
توفِّر المادة الثانية عشرة الحق للنساء والرجال في الزواج وتأسيس عائلة، ولكنَّ المحكمة الأوربيَّة لحقوق الإنسان رفضت حتى الآن تطبيق هذه المادة للسماح بزواج المثليين وحمايته رغم الدعوات العديدة لذلك.

### المادة الثالثة عشرة حق الطعن
تنصُّ المادة الثالثة عشرة على الحق في الحصول على طريقة أو أسلوب طعن فعَّال بقرار محكمة أو هيئة قضائيَّة ما.

### المادة الرابعة عشرة تحريم التمييز
تحظر المادة الرابعة عشرة التمييز القائم على الجنس أو العِرق أو اللون أو اللغة أو الدين أو أو الرأي السياسي أو الأصل القومي أو الاجتماعي أو الارتباط بأقليَّة أو ولادة أو ممتلكات أو أي وضع آخر، بالإضافة لذلك تمنح هذه المادة المحكمة الأوربية لحقوق الإنسان صلاحية توسيع القائمة السابقة لتشمل أي أنواع أخرى من التمييز.
من النقاط الهامَّة في هذه المادة أنَّها محدودة بأنواع التمييز المذكورة في نصوص الاتفاقيَّة فقط، وعلى مُقدِّم الطلب أن يثبت وجود تمييز منصوص عليه في أحد مواد الاتفاقيَّة.
ويمدِّد البروتوكول الثاني عشر هذا الحظر ليشمل التمييز في أيِّ حقٍ قانوني للفرد، حتى عندما لا يكون هذا الحق القانوني محمياً بموجب الاتفاقية، ما دام ينص عليه قانون دولته الوطني.

### المادة الخامسة عشرة الاستثناءات
تسمح المادة الخامسة عشرة للدول المنضوية في هذه الاتفاقيَّة بالانتقاص من بعض الحقوق التي تتضمَّنُها في وقت الحرب أو غيرها من حالات الطوارئ العامة التي تهدِّد وجود الأمة، ويجب أن تستوفي حالات الاستثناء المسموح بها بموجب هذه المادة ثلاثة شروط موضوعية هي:
- يجب أن تكون هناك حالة طوارئ عامة تهدد وجود الأمة
- يجب أن تكون الإجراءات المُتخذة مطلوبة بشكل مُلحّ بحسب مقتضيات الحالة الطارئة
- إنَّ التدابير المُتخذة يجب أن تكون خاضعة لالتزامات الدولة الأخرى بموجب القانون الدولي

بالإضافة لهذه الشروط الموضوعيَّة، يجب أن يكون الخروج على هذه المادة سليماً من الناحية الإجرائية، فيجب أن يكون هناك إعلان وإخطار رسمي عند مخالفة المادة وعند الانتهاء من الخروج عليها، ويجب الإعلان عن أي إجراءات تمَّ اتخاذها، ويجب إبلاغ الأمين العام للاتحاد الأوروبي عند انتهاء الاستثناء.
اعتباراً من عام 2016 احتجَّت عدد من الدول الأعضاء في الاتحاد الأوروبي حول كيفية تطبيق هذه المادة، ولذلك نصَّت المحكمة الأوروبيَّة على أنَّ تقييد هذه المادة والخروج عليها يكون قانونيَّاً في حال كانت حالة الطوارئ التي تؤدي إليه تتميَّز بالخصائص التالية:
- حالة طوارئ قد حدثت بالفعل أو هي وشيكة الحدوث، على الرغم من أنَّ الدول ليست مضطرة إلى انتظار وقع الكارثة قبل أن تبدأ في اخاذ إجراءات وقائيَّة[24]
- أن تكون حالة الطوارى تهدِّد الأمة بكاملها حتى لو كان التهديد أو الخطر محصور في منطقة جغرافية معيَّنة[25]
- تُشكِّل حالة الطوارئ هذه تهديداً لاستمرارية الحياة المُنظمة للمجتمع والدولة[26]
- أن تكون استثنائية بحيث أنَّ التدابير والقيود التي تسمح بها الاتفاقية غير كافية بشكل واضح وصريح للتعامل مع حالة الطوارئ التي تواجهها الدولة[26]

من الأمثلة الشهيرة على هذه الاستثناءات: المعتقلين الذين قُبض عليهم بدون محاكمة بموجب «عملية Demetrius» في بريطانيا لم يتمكَّنوا من تقديم شكوى إلى المفوضية الأوروبية لحقوق الإنسان حول خرق المادة الخامسة من الاتفاقيَّة، لأنَّه في 27 يونيو 1975 كانت المملكة المتحدة قد قدَّمت إشعاراً إلى الاتحاد الأوروبي معلنةً «أنَّ هناك حالة طوارئ عامة في بريطانيا بالمعنى المقصود في المادة الخامسة عشرة من الاتفاقية الأوروبيَّة لحقوق الإنسان».

### المادة السادسة عشرة تقييد النشاط السياسي للأجانب
تسمح المادة السادسة عشرة للدول الأوروبيَّة بتقييد النشاط السياسي للأجانب، ولكنَّ المحكمة الأوروبيَّة لحقوق الإنسان قضت أيضاً بأن الدول الأعضاء في الاتحاد الأوروبي لا يمكنها اعتبار رعايا الدول الأعضاء الأخرى أجانب.

### المادة السابعة عشرة إساءة استخدام الحقوق
تنصُّ المادة السابعة عشرة على أنَّه لا يجوز لأحد أن يستخدم أي حق من الحقوق التي تكفلها الاتفاقية للسعي إلى إلغاء أو تقييد الحقوق الأخرى فيها، وتهتم هذه المادة بالحالات التي تسعى من خلالها الدول إلى تقييد حق من حقوق الإنسان باسم حق آخر من حقوقه، أو حين يعتمد الأفراد على أحد حقوقهم المكفولة قانونياً لتقويض حقوق الإنسان الأخرى.

### المادة الثامنة عشرة القيود المسموح بها
تنصُّ المادة الثامنة عشرة على أنَّه لا يجوز استخدام أي قيد من القيود على الحقوق المنصوص عليها في هذه الاتفاقية إلا لتحقيق الغرض الذي قُدِّمت من أجله، على سبيل المثال يمكن تقييد المادة الخامسة التي تضمن الحق في الحرية الشخصية من أجل إحضار المشتبه فيه للقضاء، بينما يكون استخدام الاحتجاز بالطريقة السابقة كوسيلة لتخويف شخص تحت ذريعة كاذبة هو تقييد للحق في الحرية الشخصية ولا يخدم هدفاً واضحاً من أهداف الاتفاقيَّة وبالتالي فهو يخالف المادة الثامنة عشرة.